# Trichogramma breviciliata
Trichogramma breviciliata is een vliesvleugelig insect uit de familie Trichogrammatidae. De wetenschappelijke naam is voor het eerst geldig gepubliceerd in 2007 door Yousuf & Hassan.